# Ska Boo-Da-Ba
Ska Boo-Da-Ba – pierwszy album studyjny The Skatalites, jamajskiej grupy muzycznej wykonującej ska. 
Płyta została wydana w roku 1966 przez jamajską wytwórnię WIRL Records i była w zasadzie kompilacją nagrań zarejestrowanych przez Justina Yapa w jego studiu Top Deck w ciągu kilkunastu miesięcy istnienia formacji na przełomie lat 1964-65. Oprócz dziewięciorga członków założycieli zespołu, w sesjach tych wzięli również udział tacy muzycy jak Dennis "Ska" Campbell, Oswald "Baba" Brooks czy Ernest Ranglin. Produkcją krążka zajął się Bob Brooks.
W roku 1998 nakładem wytwórni Westside Records ukazała się reedycja albumu na płycie CD, zawierająca także dwa dodatkowe utwory.

## Lista utworów

### Strona A
1. "Ska Boo-Da-Ba"
2. "Confucious"
3. "China Town"
4. "The Reburial"
5. "Smiling"
6. "Skaravan"

### Strona B
1. "Shame & Scandal"
2. "Ringo Rides"
3. "Surftide Seven"
4. "Lawless Street"
5. "China Clipper"
6. "Wings Of A Dove"

### Dodatkowe utwory w reedycji
1. "Ska-Ra-Van (Version)"
2. "Lawless Street (DJ King Sporty Version)"

## Muzycy

### The Skatalites
- Roland Alphonso - saksofon tenorowy
- Tommy McCook - saksofon tenorowy
- Lester "Ska" Sterling - saksofon altowy
- Don Drummond - puzon
- Johnny "Dizzy" Moore - trąbka
- Lloyd Brevett - kontrabas
- Jerome "Jah Jerry" Haynes - gitara
- Lloyd Knibb - perkusja
- Jackie Mittoo - fortepian

### Gościnnie
- Dennis "Ska" Campbell - saksofon tenorowy
- Ronald Wilson - puzon
- Oswald "Baba" Brooks - trąbka
- Raymond Harper - trąbka
- Frank Anderson - trąbka
- Ernest Ranglin - gitara
- Lennox Gordon - gitara
- Lynn Taitt - gitara rytmiczna
- Larry McDonald - perkusja
- Noel Sims - perkusja
- Wackie Henry - bębny
- Aubrey Adams - fortepian